# Ugny-l'Equipee Churchyard
Ugny-l'Equipee Churchyard is een begraafplaats gelegen in de Franse plaats Ugny-l'Equipee (Somme). De militaire graven worden onderhouden door de Commonwealth War Graves Commission.
De begraafplaats telt 2 geïdentificeerde Gemenebest graven uit de Eerste Wereldoorlog.